# Lars Grael
Lars Schmidt Grael OMM (São Paulo, 9 de fevereiro de 1964) é um velejador brasileiro.
Oriundo de família tradicional no iatismo brasileiro, Lars é filho de Ingrid Schmidt e irmão de Torben Grael. Participou de quatro Jogos Olímpicos, entre Los Angeles 1984 e Atlanta 1996, na classe Tornado.  Ganhou medalhas de bronze em duas edições, Seul 1988 tendo como proeiro Clinio Freitas, e Atlanta 1996  com Kiko Pelicano, em ambos conquistando o pódio apenas na última regata – e com más condições climáticas na primeira.
Antes de ser decacampeão brasileiro e pentacampeão sul-americano da Tornado, foi campeão mundial da classe Snipe em 1983 na cidade do Porto.

## Acidente
Em setembro de 1998, Grael sofreu um grave acidente em Vitória, quando uma lancha conduzida pelo empresário Carlos Guilherme de Abreu e Lima  invadiu a área de competição e bateu no barco de Grael, com sua perna direita sendo mutilada pela hélice da lancha. Lima chegou a levar Grael para o hospital, mas não conseguiram reimplantar a perna. O velejador teve que se afastar da prática esportiva por algum tempo. Grael eventualmente abriu um processo contra Lima, que em 2003 foi condenado a pagar R$ 2,4 milhões de indenização, fora uma pensão mensal vitalícia de R$ 7,3 mil. A pena de crime culposo foi revertida em serviços para a comunidade.
O acidente também inspirou Grael, sabendo que como deficiente dificilmente voltaria a ser atleta olímpico, a fundar junto do irmão Torben o Projeto Grael/Instituto Rumo Náutico, ofertando cursos de vela para jovens de baixa renda.

## Política
Passou a dedicar-se ao fomento do desporto a partir de uma outra perspectiva: a política, exercendo cargos nos governos federal e de seu estado natal. Em 1998 foi convidado pelo então presidente da República Fernando Henrique Cardoso a ocupar o cargo de Secretário Nacional de Esportes no então Ministério do Esporte e do Turismo. No ano seguinte, foi admitido pelo mesmo presidente à Ordem do Mérito Militar no grau de Oficial especial.
Exerceu também o cargo de Secretário Estadual da Juventude, Esporte e Lazer na gestão de Geraldo Alckmin no governo São Paulo, que ocupou até março de 2006.

## Retorno à vela
Posteriormente, Lars Grael voltou a dedicar-se exclusivamente à vela. Voltou a velejar na classe Star com o proeiro Marcelo Jordão, classificando-se em terceiro lugar no campeonato brasileiro de 2006. Comandou também o barco Agripina/Asa Alumínio, campeão do Campeonato Brasileiro da classe Oceano 2006. Em 2008 disputou a seletiva olímpica brasileira na classe Star para a Olimpíada de Pequim porém foi derrotado pelo favorito Robert Scheidt. Em 2015, foi campeão mundial da classe ao lado de Samuel Gonçalves, que foi aluno do Projeto Grael. Hoje, é presidente mundial da ISCYRA, bicampeão da Bacardi Cup e hexacampeão Brasileiro da Classe, ficando atrás apenas de seu irmão Torben Grael que possui sete títulos brasileiros. Se aposentou de competições internacionais em 2019.

## Vida pessoal
Grael é casado com Renata Pellicano, irmã de seu antigo parceiro Kiko, com quem teve os filhos Nicholas e Sofia.  Antes foi casado com Betina Sasse, mãe de sua filha Trine.
É recipiente da Medalha do Mérito Desportivo Militar.